# Berlins ringbana
Berlins ringbana, Berliner Ringbahn är en 37,5 km lång ringformad järnvägslinje som går runt Berlins innerstad och trafikeras av Berlins pendeltåg (S-Bahn). Ringbahn ansluter på flera ställen till Berliner Stadtbahn samt radiala (utåtgående från centrum) sträckor.

## Bakgrund
Järnvägssträckningen byggdes ursprungligen under 1860- och 1870-talen, då för att sammanbinda Berlins säckstationer i olika väderstreck och leda godstrafik omkring staden. Den ersatte den enkelspåriga tidigare Berliner Verbindungsbahn från 1851 som ansågs störa stadsmiljön och snabbt blivit otillräcklig för transportbehovet. En ny planskild ringbana anlades istället, längre utanför den dåvarande stadsbebyggelsen. Banan byggdes om för S-Bahntrafiken under mellankrigstiden men förlorade sin betydelse då Berlin delades i Västberlin och Östberlin efter andra världskriget. 
1961 avbröts den genomgående driften på Ringbahn som en följd av Berlinmuren. Antalet passagare mellan Gesundbrunnen och Sonnenallee avtog hela tiden. 1980 ställdes driften på den västliga ringdelen in som en följd av strejken vid östtyska Reichsbahn. Först 1993 kom driften åter igång varpå sträckor etappvis återöppnades och 2001 var åter hela ringen igång.
Efter Berlins återförening har ringbanan åter kommit att bli en viktig del av S-Bahnnätet. Under vardagar använder över 400 000 passagerare ringbanan. 
Banan kallas ibland Hundekopf (hundhuvudet) eller Großer Hundekopf (stora hundhuvudet) på grund av banans form på kartan.
| Straight track | Straight track |

| Non-passenger station/depot on track | Straight track |

| Straight track | Unknown BSicon "SHST" |

| Junction both to and from right | Unknown BSicon "eABZgr+r" |

| Straight track | Unknown BSicon "SHST" |

| Unknown BSicon "eABZg+r" | Unknown BSicon "ABZg+r" |

| Station on track | Unknown BSicon "SBHF" |

| Unknown BSicon "STR+GRZq" | Unknown BSicon "STR+GRZq" |

| Junction both to and from left | Junction both to and from left |

| Straight track | Unknown BSicon "SBHF" |

| Straight track | Unknown BSicon "SHST" |

| Non-passenger station/depot on track | Unknown BSicon "SBHF" |

| Straight track | Unknown BSicon "SHST" |

| Unknown BSicon "STR2u" | Unknown BSicon "STR3" |

| Unknown BSicon "STR+1" | Unknown BSicon "STR+4u" |

| Unknown BSicon "SHST" | Straight track |

| Unknown BSicon "SHST" | Non-passenger station/depot on track |

| Straight track | Junction both to and from left |

| Unknown BSicon "eABZgr" | Straight track |

| Unknown BSicon "TSBHFo" | Tower station on bridge over transverse track |

| Unknown BSicon "ABZg+r" | Straight track |

| Unknown BSicon "SBHF" | Straight track |

| Unknown BSicon "ABZgl" | Unknown BSicon "xABZgl" |

| Unknown BSicon "eKRZo" | Unknown BSicon "exKRZo" |

| Unknown BSicon "STR+GRZq" | Unknown BSicon "exSTR+GRZq" |

| Straight track | Unknown BSicon "KDSTxa" |

| Unknown BSicon "SHST" | Straight track |

| Unknown BSicon "ABZg+l" | Unknown BSicon "ABZg+l" |

| Unknown BSicon "SBHF" | Non-passenger station/depot on track |

| Unknown BSicon "SBHF" | Unknown BSicon "eBHF" |

| Straight track | Unknown BSicon "ABZgl" |

| Unknown BSicon "SBHF" | Non-passenger station/depot on track |

| Straight track | Unknown BSicon "ABZgl" |

| Unknown BSicon "TSBHFo" | Unknown BSicon "KRZo" |

| Straight track | Straight track |

| Straight track | Unknown BSicon "eABZgl" |

| Unknown BSicon "TSBHFo" | Unknown BSicon "KRZo" |

| Unknown BSicon "SHST" | Straight track |

| Straight track | Non-passenger station/depot on track |

| Unknown BSicon "SBHF" | Straight track |

| Unknown BSicon "SHST" | Straight track |

| Unknown BSicon "SHST" | Straight track |

| Unknown BSicon "SBHF" | Non-passenger station/depot on track |

| Straight track | Unknown BSicon "ABZgl" |

| Unknown BSicon "ABZgr" | Straight track |

| Unknown BSicon "KRZu" | Unknown BSicon "KRZu" |

| Unknown BSicon "TSBHFo" | Unknown BSicon "KRZo" |

| Straight track | Unknown BSicon "ABZg+l" |

| Unknown BSicon "SHST" | Straight track |

| Unknown BSicon "SBHF" | Unknown BSicon "eBHF" |

| Straight track | Unknown BSicon "ABZgl" |

| Unknown BSicon "STR2" | Unknown BSicon "STR3u" |

| Unknown BSicon "STR+1u" | Unknown BSicon "STR+4" |

| Unknown BSicon "ABZg+l" | Unknown BSicon "eABZg+l" |

| Station on track | Unknown BSicon "SBHF" |

| Straight track | Unknown BSicon "SBHF" |

| Non-passenger station/depot on track | Straight track |

| Straight track | Straight track |

## Stationer

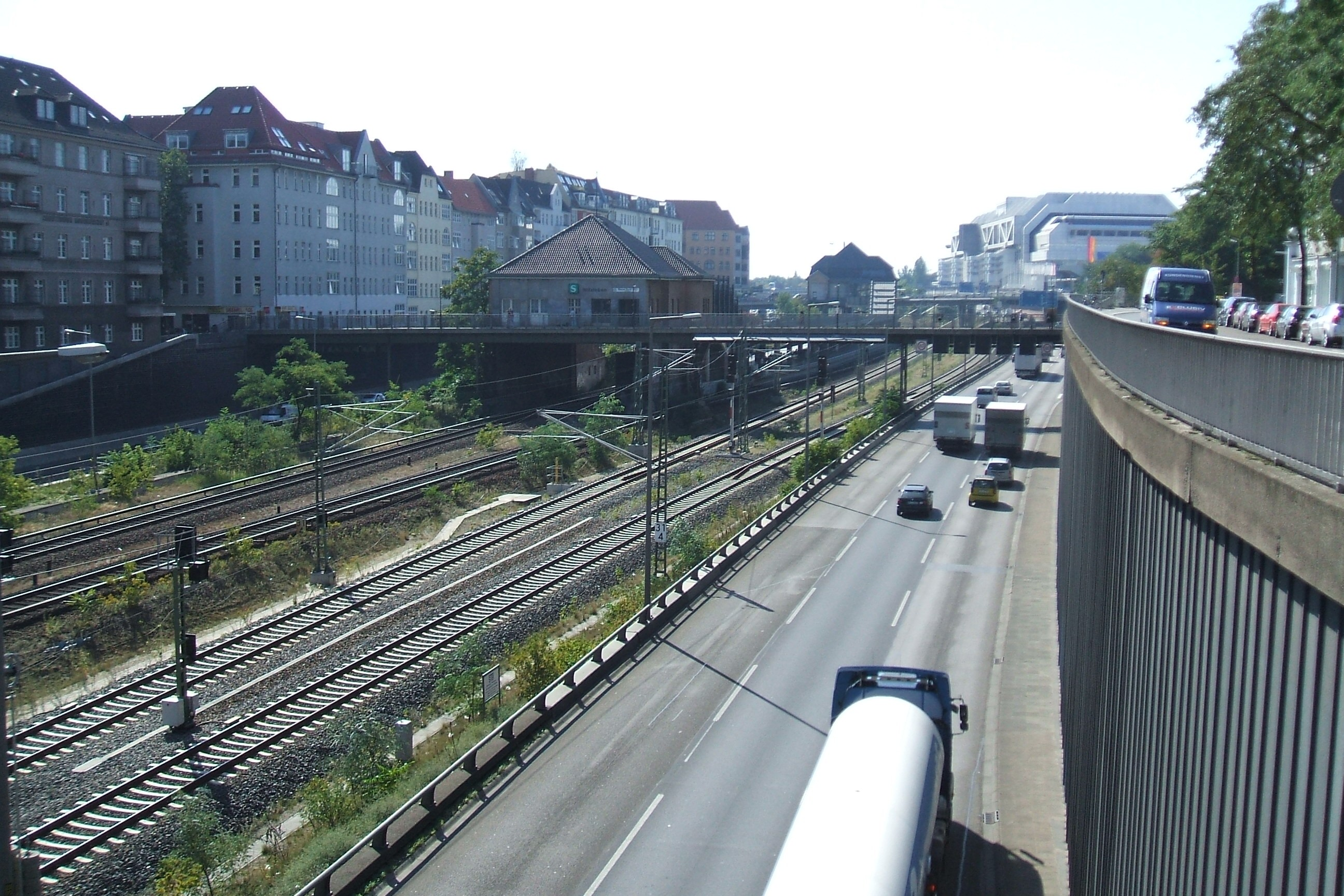
Messe Nord ICC
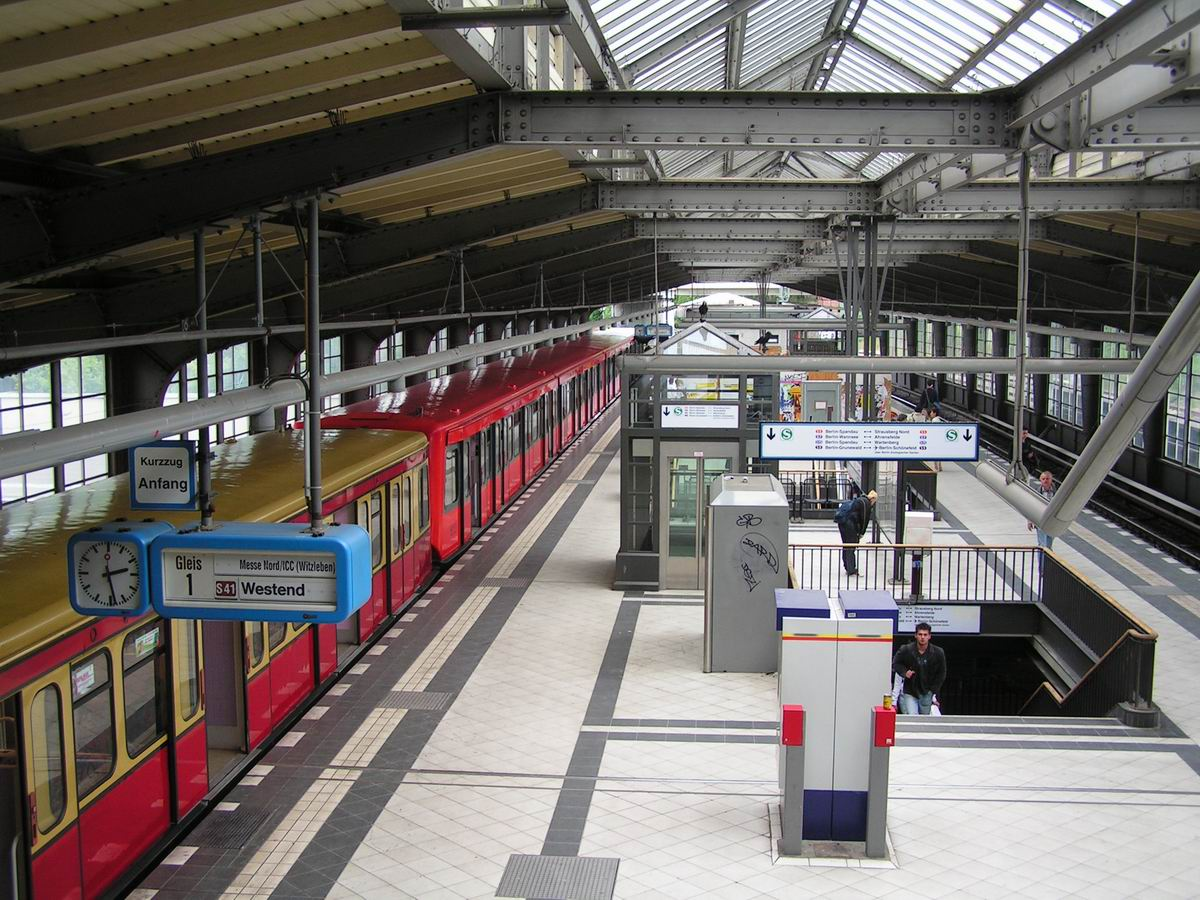
Westkreuz
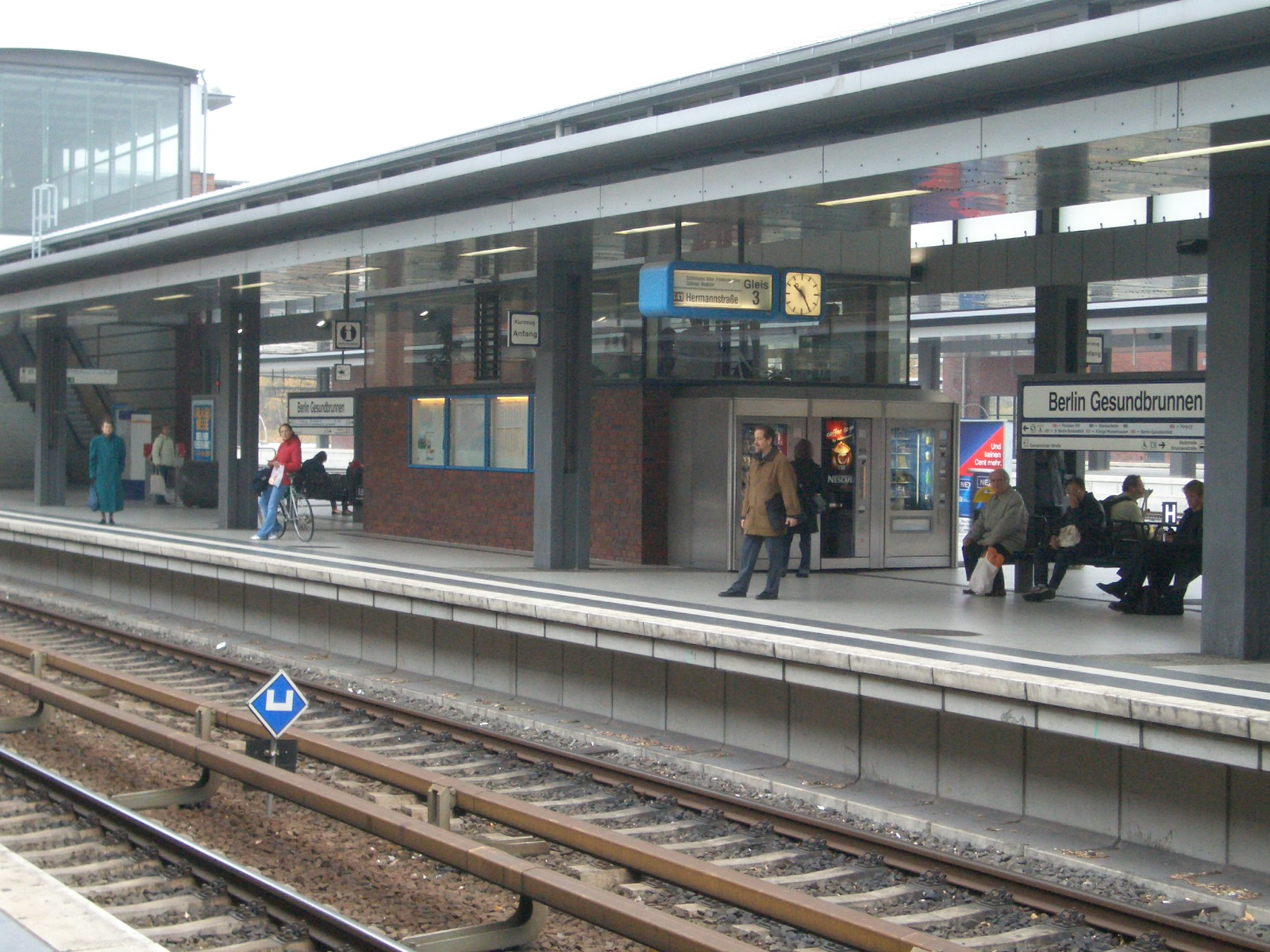
Gesundbrunnen
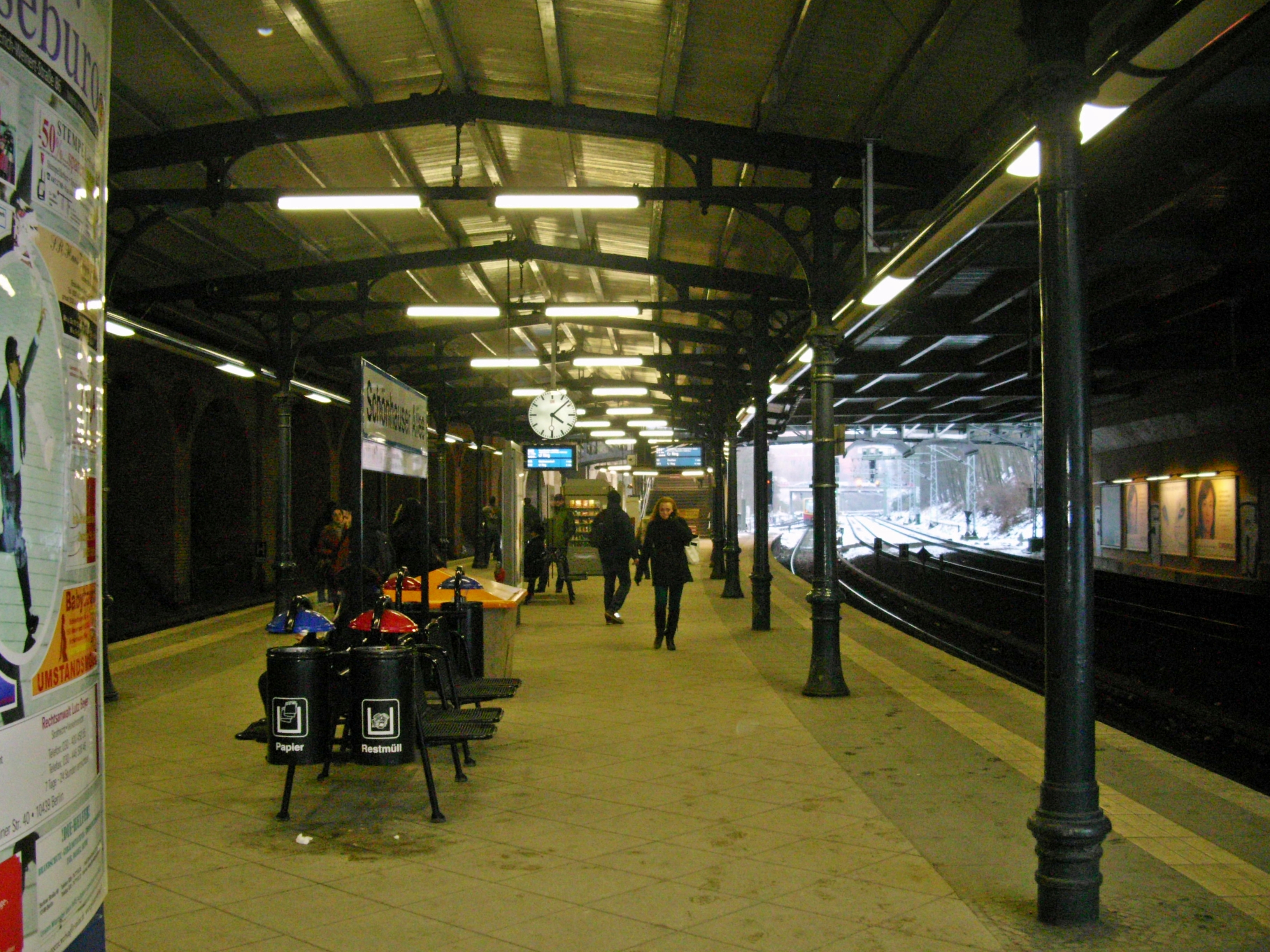
Schönhauser Allee
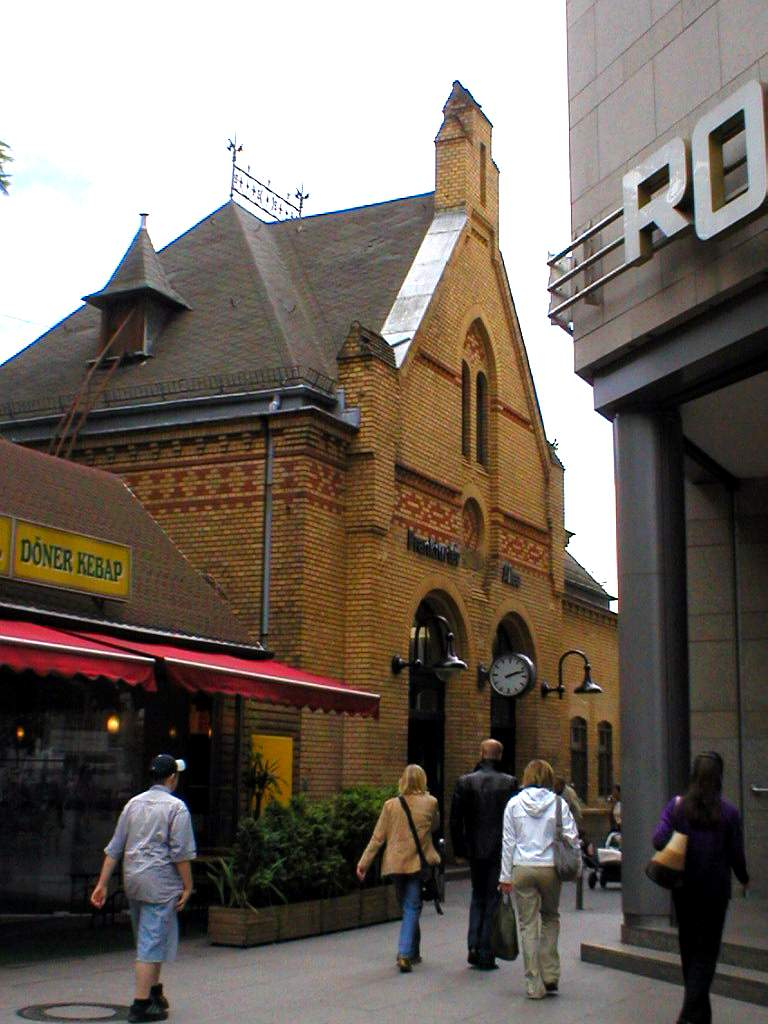
Frankfurter Alle
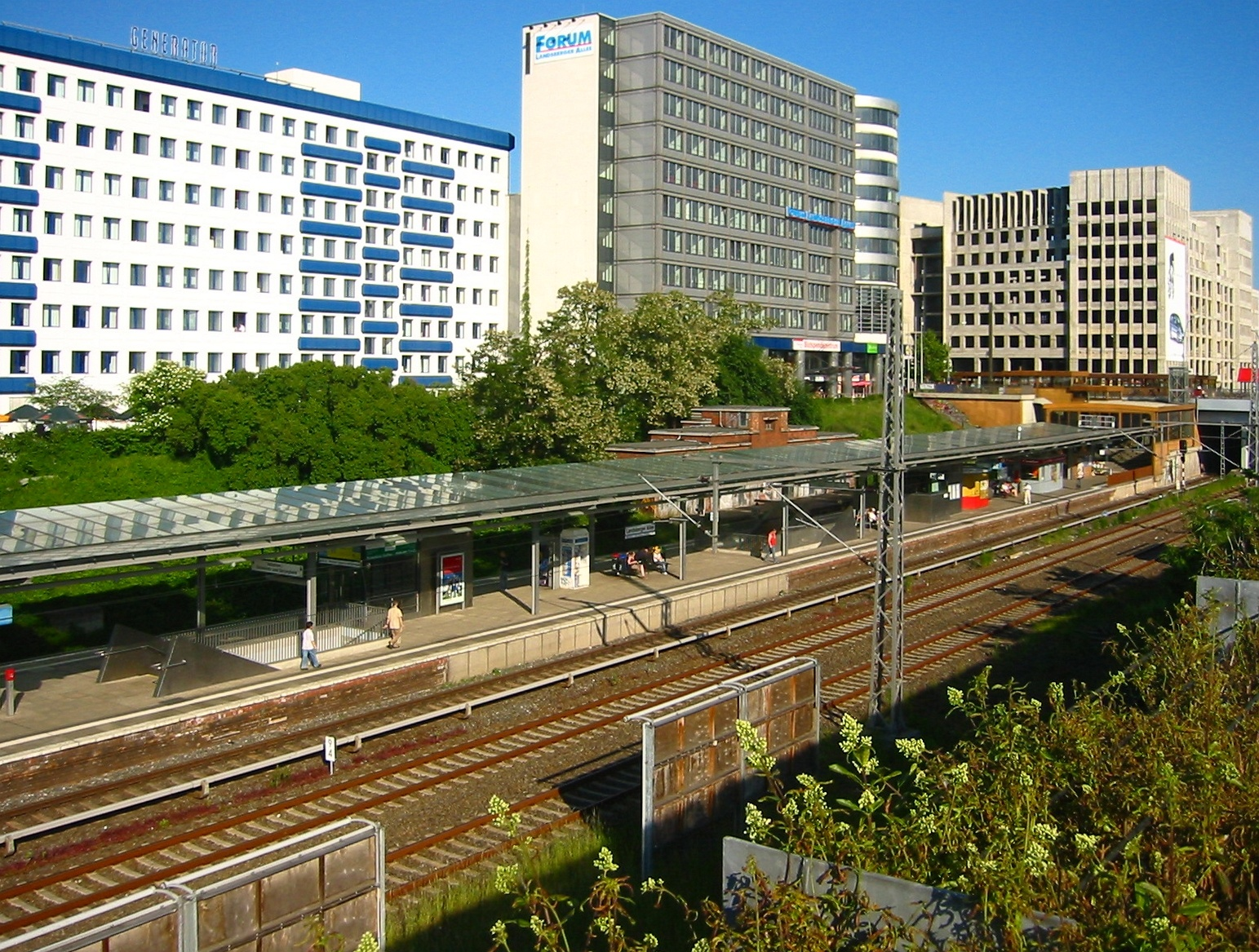
Landsberger Allee
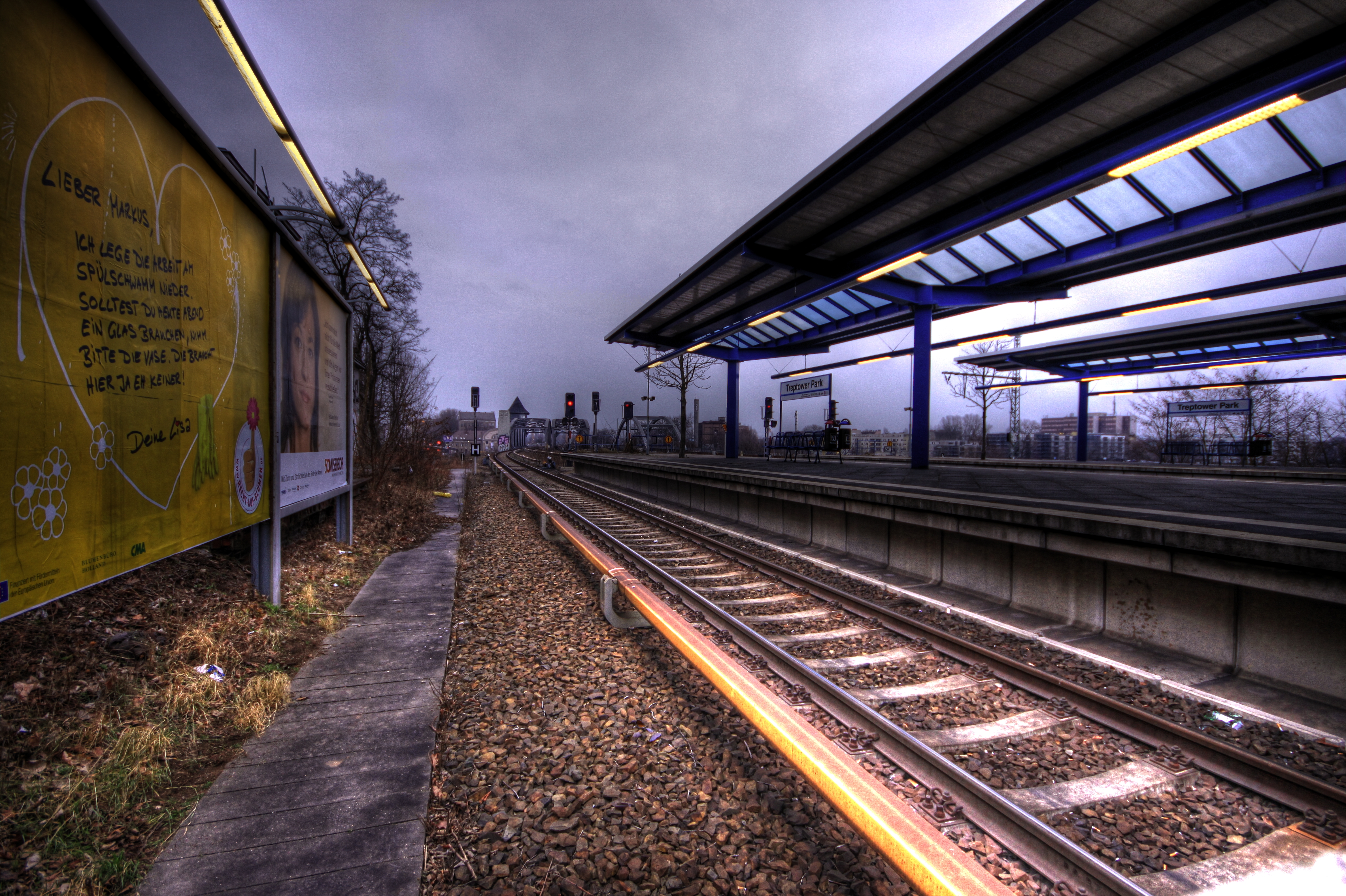
Treptower Park
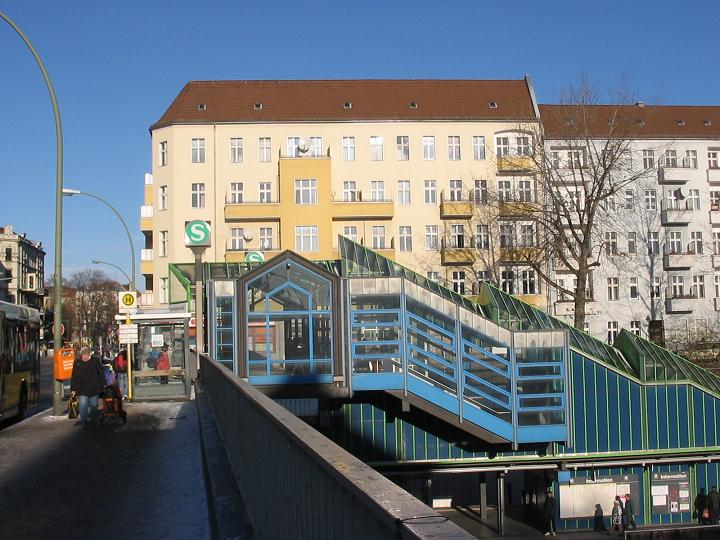
Hermannstrasse
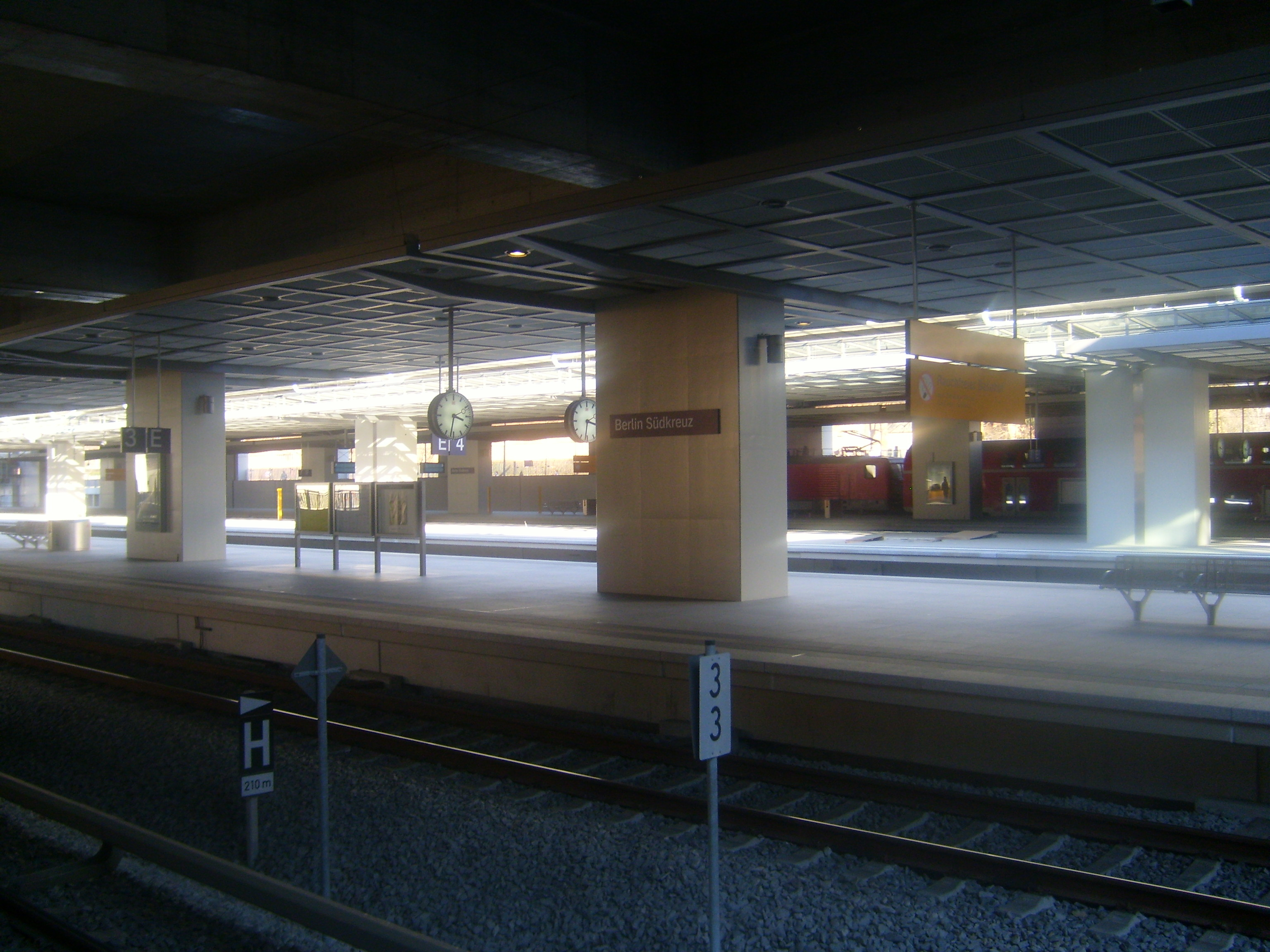
Südkreuz